# Dzielnica Karczew
Dzielnica Karczew (do 30 VI 1952 gmina Karczew; od 1 I 1958 osiedle Karczew) – dawna dzielnica powiatowa, czyli podstawowa jednostka administracyjna Polskiej Rzeczypospolitej Ludowej, funkcjonująca tylko na terenie powiatu miejsko-uzdrowiskowego Otwock w latach 1952-1957. W okresie tym stanowiła ona najmniejszą – obok miast i gmin (1952-54) oraz miast, osiedli i gromad (1954-57) – jednostkę podziału terytorialnego kraju.
Dzielnice, z dzielnicowymi radami narodowymi (DzRN) jako organami władzy najniższego stopnia, funkcjonowały od momentu utworzenia powiatu miejsko-uzdrowiskowego Otwock w lipcu 1952 do momentu jego zniesienia z początkiem 1958 roku. Ponieważ powiat miejsko-uzdrowiskowy Otwock nie był zaliczany do powiatów ziemskich lecz do miejskich (grodzkich), jego dzielnice były jednostkami miejskimi. Dlatego też, kiedy jesienią 1954 w związku z reformą reorganizującą administrację wiejską na obszarze całego kraju zniesiono gminy zastępując je przez gromady, dzielnice powiatu miejsko-uzdrowiskowego Otwock nie uległy zmianom. Doszło do tego (częściowo) dopiero 1 stycznia 1958, kiedy powiat miejsko-uzdrowiskowy Otwock zniesiono, przekształcając go w zwyczajny powiat otwocki.
Dzielnicę Karczew z siedzibą DzRN w Karczewie (wówczas wsi) utworzono – jako jedną z 8 dzielnic powiatowych na obszarze Polski – 1 lipca 1952 w powiecie miejsko-uzdrowiskowym Otwock w woj. warszawskim, na mocy rozporządzenia Rady Ministrów z 3 maja 1952. Powstała ona z obszaru dotychczasowej (terytorialnie zmienionej - składającej się już tylko z dwóch gromad Karczew i Przewóz) wiejskiej gminy Karczew ze zniesionego równocześnie powiatu warszawskiego w tymże województwie. W październiku 1954 dla dzielnicy ustalono 27 członków dzielnicowej rady narodowej.
Dzielnica Karczew przetrwała do końca 1957 roku, czyli do chwili zniesienia powiatu miejsko-uzdrowiskowego Otwock. 1 stycznia 1958 nadano jej status osiedla, przez co nigdy nie stała się gromadą. Prawa miejskie osiedle Karczew otrzymało 31 grudnia 1959.
1 stycznia 1973 w powiecie otwockim reaktywowano zniesioną w połowie 1952 roku gminę Karczew.